# Municipio de Tarimoro
El municipio de Tarimoro (en purépecha Tarhimurhu o Lugar de Sauces) es uno de los 46 municipios del estado de Guanajuato, México.

## Historia
El asentamiento original fue una comunidad de otomíes que posteriormente fueron conquistados por los purépechas; estos últimos denominaron al lugar Tarimoro, que significa "Lugar de sauces". La localidad fue fundada, ya en la época de la colonización, por don Lucas de San Juan, el 3 de enero de 1564.
Fue hasta el año de 1910, por decreto del Congreso estatal, que cambiara su nombre al de Ciudad Obregón González, en honor del entonces gobernador del estado, Joaquín Obregón González. Sin embargo, el nombre oficial fue modificado de nuevo, conservando el de Tarimoro.

### Fundación de Tarimoro
El 5 de diciembre de 1563 la autoridad Virreinal en la Ciudad de México cedió la merced para la fundación de Tarimoro quitándole la ú del idioma purépecha que es Tarimuro lugar de sauces. Enterada de dicha solicitud, la oficialía de Celaya instruye a los ciudadanos públicos Don Francisco de Barros, Nicolás García, Don J.P.H de Castrejo, Antonio Petrase.
Con ellos venía el Intérprete, Sr. Antonio Petras, para que se presentaran en el Predio Las Cruces (lo que hoy es el atrio parroquial, que en este tiempo era panteón en medio). Había sido una pira de piedra con una cruz de mezquite precisamente donde hoy está la cruz Atrial. Desde luego estaban presentes los naturales del lugar para darles legalmente la posesión, hecho que se efectuó el 3 de enero de 1564.
Estaban presentes como representantes legales de los naturales los señores Lucas de San Juan, como fundador en mando, Pablo de Santiago, Diego Marcelino, Felipe Hernández y Juan García.
Con la anuencia para la fundación se contó con el permiso del guardián del Convento de Acámbaro, Fray Juan de San Miguel. Era muy importante esta personalidad en la región porque fueron los franciscanos de ese Convento los que evangelizaron la región en 1546.
Las tierras que se dieron a los naturales fueron 8 caballerías.
Una vez entregadas, el oficial mayor, Sr. Nuestra García, rectifica el hecho.
Lucas de San Juan arranca hierbas y hace unas piedras a un lado en señal de posesión. Desde aquel momento eran los dueños del lugar. Firmaron las actas y las entregaron a los representantes y a los naturales.
A los pocos días de este hecho histórico pusieron las divisiones, que se tratan de unos pilares circulares que les nombran mojoneras: una la pusieron en el Arroyo de San Isidro; otra, en la parte alta del Aguacate; la siguiente, en el camino viejo de La Huerta y, por último, en el lado norte del Camino Real.
Con este hecho se cierra una página de la historia de Tarimoro.

## Gobierno y política
Tarimoro es uno de los  46 Municipios Libres pertenecientes al Estado de Guanajuato, cuya Constitución Política establece que:
"ARTÍCULO 106. El Municipio Libre, base de la división territorial del Estado y de su organización política y administrativa, es una Institución de carácter público, constituida por una comunidad de personas, establecida en un territorio delimitado, con personalidad jurídica y patrimonio propio, autónomo en su Gobierno Interior y libre en la administración de su Hacienda"
"ARTÍCULO 107. Los Municipios serán gobernados por un Ayuntamiento. La competencia de los Ayuntamientos se ejercerá en forma exclusiva y no habrá ninguna autoridad intermedia entre los Ayuntamientos y el Gobierno del Estado."

## Geografía

### Localización
La ciudad de Tarimoro está situada a los 100°45′20″ de longitud al oeste del meridiano de Greenwich y a los 20°17′39″ de latitud norte. Se encuentra a una altitud de 1760 m s. n. m. (metros sobre el nivel del mar). Representa el 1.8 % de la superficie del estado de Guanajuato, o sea, 366.88 kilómetros cuadrados, siendo su densidad demográfica de 64 habitantes por kilómetro cuadrado.
Los límites que la ciudad presenta son: al Norte, con Celaya, al sur con el municipio de Acámbaro, al este, con el municipio de Jerécuaro y el municipio de Apaseo el Alto y al oeste, con Salvatierra y Cortazar.
Las localidades más importantes del municipio son Tarimoro, Cerro Prieto, San Juan Bautista Cacalote, La Noria de Gallegos, Providencia de la Noria, Panales de Jamaica, La Moncada, Galera de Panales, San Nicolás de la Condesa y Acebuche.

### Clima
Es semicálido subhúmedo con lluvias en verano. La temperatura media anual es de 19.9 °C. La precipitación pluvial promedio anual alcanza los 700 milímetros.
Tarimoro presenta un clima templado, con temperatura máxima de 30 °C, temperatura media de 19 °C y la mínima es de 5 °C, con lluvias durante el verano con un promedio anual de 744 mm.
La frecuencia de heladas, presenta varios rangos, siendo éstos: a) Menores de 10 días, b) De 10 a 20 días, c) De 20 a 30 días, d) Mayores de 30 días.
Predomina en el municipio el primer rango, mientras que la frecuencia de granizadas varía de 0 a 2 días y los vientos predominantes provienen del Norte y del Este.

### Orografía
El municipio presenta un marcado gradiente de altitud del Oeste hacia el Este, encontrándose en el Este, una llanura ubicada entre los 1500 y 1800 metros sobre el nivel del mar, con elevaciones al Noreste y Sureste del municipio, llegando a alcanzar alturas entre 2300 y 2700 m s. n. m., como la de los cerros de "El Zoyate" y "El Moro" que alcanzan una altura aproximada de 2450 m s. n. m.
Al Noreste se levantan los cerros denominados: Los Huitzachales, Las Joyas, Paso Ancho, La Purísima, Peñas Altas, La Mesa y Los Bordos, en donde se encuentran ubicadas gran parte de las comunidades del municipio como: San Nicolás de la Condesa, Llano grande, Huapango, El Terrero, Tlalixcoya, Guadalupe, Ojo de Agua de Nieto, El Toro, El Carrizo, La Nopalera, Minillas, El Beato, La Cuesta, Cañada de Abajo y Cañada de Arriba, con alturas entre: 1,850 y 2,550 metros sobre el nivel del mar.
Se parte en la sierra de los Agustinos, compuesto también por cuatro cerros. La flora que predomina en la orografía se compone de bosques de pino y encino. La fauna está compuesta por conejo, zorra, coyote, zorrillo, gorrión, tordo, güilota, etc.
Las alturas más notables son los cerros de Los Agustinos y El Yesero. La altitud promedio se calcula en 2500 metros sobre el nivel del mar.

### Hidrografía
No hay en el Municipio ningún río de aguas permanentes, solamente se cuenta con arroyos que recogen las aguas pluviales y la mayoría de ellos desembocan en el Río Lerma en el municipio de Salvatierra. Entre los más importantes se mencionan: Arroyo Grande o Tarimoro, antiguamente San Lucas, que nace en la Sierra de Agustinos, alimenta la Presa del Cubo y se utiliza como dren y canal de Las Agujas, Amarillo, Alcaparrosa, que provienen también de Agustinos, Arroyo Blanco, Las Vacas, Las Tinajillas, Tanque de Buenavista, La Barranca, que parten de los límites con Apaseo el Alto; El Negrito y El Alcaparrosa alimentan al Arroyo de la Soledad, que recoge las aguas del Sureste del Municipio.

### Uso del Suelo
Los suelos son de estructura blocosa angular a subangular, de consistencia firme, textura limosa a arcillo arenosa, PH de 6.8 a 8.9 y de origen inchú coluvial. Respecto a la tenencia de la tierra, existen 21 098 hectáreas de pequeña propiedad y 15 142 de superficie ejidal; el uso de la tierra se encuentra distribuido en 39.3% de agostadero, 23,5% de temporal, 14,4% de riego y 22,8% corresponde a otros usos. El 65.89% de la superficie municipal se destina a la agricultura, en tanto que al pastizal es del 3,73%; bosques, 11,78%; matorral, 18.60%.
En la parte Oeste y Noroeste, donde se encuentran los mejores terrenos del municipio, predominan el vertisol phélico de textura fina y pendientes menores de 8%, por el Centro y Sur los suelos son de tipo phaeozem háplico con litosol que se presentan con una textura mediana y pendiente entre el 8 y 20%, además se localizan pequeñas áreas de litosol a phaeozem háplico de textura mediana, con pendientes mayores del 20%. Otra pequeña zona es de luvisión crómico con phaeozem háplico de textura fina con pendientes entre el 8 y 20%.
Principalmente, la composición edafológica de los sueldos que conforman este municipio, son de tipo irregular observándose pendientes del 20% en forma especial en la zona sur; encontrándose que del total de la superficie municipal, el 40% es apto para la agricultura, el 20% está ocupada por regiones boscosas y montañosas, quedando el restante ocupado por matorrales, pastizales, cuerpos de agua y un 2.5%, aproximadamente 774 hectáreas está ocupado por áreas urbanas.
De lo anterior se deduce que existe un importante potencial de superficie de tierras que deben aprovecharse, mediante una infraestructura y tecnología adecuada. Sin embargo están siendo invadida por la mancha urbana las áreas más susceptibles a la explotación agrícola, debido al crecimiento de la población y a la baja rentabilidad de la agricultura, en relación con otros usos del suelo.

### Religión
La mayor parte de la población de Tarimoro son miembros de la Iglesia católica, sin embargo en los últimos años han proliferado nuevas denominaciones protestantes y evangélicas, principalmente Testigos de Jehová con una congregación en Tarimoro y una en La comunidad de Panales Jamaica, además de Cristianos evangélicos pentecostales. Existen otras denominaciones pero que no cuentan con centro de reunión dentro del municipio, acudiendo estos a otros municipios como los Cristianos evangélicos bautistas y mormones.

### Festividades
Durante el mes de septiembre en el municipio de Tarimoro se festeja a su Patrono San Miguel Arcángel, dedicándole un novenario lleno de ritos religiosos y fiesta con el peculiar ánimo de los Tarimorenses. La población del municipio está dividida en zonas denominadas Cuarteles, en la que cada uno cuenta con un comité que los representa y se encarga de organizar los eventos del festejo.
Esta festividad es celebrada del 20 al 29 de septiembre, en donde cada Cuartel se organiza, por día, para ofrecer al pueblo una gran variedad de eventos honrando a su Patrono San Miguel Arcángel. Entre la variedad de eventos podemos disfrutar del recorrido, por las principales calles del municipio, de majestuosos carros alegóricos representando escenas bíblicas acompañados de bandas de viento, grupos musicales, mojigangas, juegos pirotécnicos, complementado con bailes, jaripeos, encierro de toros y deleite de antojitos típicos mexicanos.
Otra de las festividades más importantes en el municipio es la que se lleva a cabo en el poblado de La Noria.
Se celebra del 06 al 16 de mayo en donde los habitantes de dicha comunidad se encargan primeramente de hacer un novenario y posteriormente los días 15 y 16 se lleva a cabo una representación de La Pastorela conocida como Coloquio comenzando principalmente con un recorrido por las calles del pueblo al que llaman "Paseo" el cual consiste en ir con música de banda a los hogares de los distinto participantes del coloquio terminando esto comienzan con el tradicional coloquio lleno de picardía y canto; y sobre todo lleno de tradición ya que los pobladores aseguran que dicha festividad tiene más de 120 años realizándose.

## Demografía

### Localidades
En el censo de 2020 el municipio de Tarimoro contaba con 79 localidades.
| Código INEGI      | Localidad                  | Población (2020) |
| ----------------- | -------------------------- | ---------------- |
| 110390001         | Tarimoro                   | 12 426           |
| 110390022         | La Moncada                 | 4 245            |
| 110390026         | Panales Jamaica            | 2 482            |
| 110390002         | El Acebuche                | 1 494            |
| 110390015         | Los Fierros                | 1 478            |
| 110390016         | Galera de Panales          | 1 455            |
| 110390030         | San Juan Bautista Cacalote | 1 325            |
| 110390031         | San Nicolás de la Condesa  | 1 137            |
| 110390024         | La Noria de Gallegos       | 1 000            |
| Otras localidades | Otras localidades          | 8 863            |
| Total municipal   | Total municipal            | 35 905           |

## Escudo de armas
Presenta al centro tres imágenes, la de 'San Miguel Arcángel', patrono del pueblo con la leyenda Quis ut Deux ("Quien como Dios"); abajo a la izquierda aparece un sauz que simboliza el origen de la palabra tarasca Tarimoro ("Lugar de los sauces"), enmarcado por las montañas denominadas Cerro Grande y La Bufa, característica que identifica a la sierra de Los Agustinos, además del arroyo antiguamente denominado San Lucas.
En el recuadro de la derecha aparece la presa del Cubo, principal depósito acuífero que constituye la fuente de riqueza para la agricultura, y encierra un lema que dice Educación y Trabajo, Futuro de México.
En la parte central aparece una teja y una baldosa adornada con ramo de cacahuate, que representan las principales actividades económicas del lugar.

### Características
Es un notorio también en las inmediaciones de la cabecera municipal y la Moncada: la existencia de barro de excelente calidad, que transformado en materia de construcción tales como: baldosa, teja y tabique, representan una fuente de riqueza de consideración del municipio.